# Флаг сельского поселения Юрловское
Флаг сельского поселения Юрловское является официальным символом сельского поселения Юрловское Можайского муниципального района Московской области Российской Федерации. Учреждён 5 февраля 2008 года.
Флаг муниципального образования сельское поселение Юрловское Можайского муниципального района Московской области составлен на основании герба сельского поселения Юрловское по правилам и соответствующим традициям вексиллологии и отражает исторические, культурные, социально-экономические, национальные и иные местные традиции.

## Описание
«Прямоугольное голубое полотнище с отношением ширины к длине 2:3, несущее посередине гербовую композицию в виде белого сокола на жёлтой яблоневой ветви под белым покровом — омофором; контуры фигур — чёрные, тени — серые на белом, оранжевые на жёлтом».

## Обоснование символики
Сельское поселение Юрловское сложилось из трёх бывших сельских округов: Юрловского, Ваулинского и Губинского. Каждый из бывших сельских округов аллегорически представлен на флаге поселения: Юрловский сельский округ с центром Сокольниково — образом сокола («говорящий» символ); Ваулинский сельский округ — образом плата (покрова), Губинский сельский округ — яблоневой веткой с яблоками.
В гербе дворянского рода Березниковых, владевших когда-то землями в Юрлово и построивших в селе каменную церковь, изображена «птица с распущенными крыльями» (очень напоминающая сокола). Поэтому сокола на флаге поселения можно считать символом связи поколений, прошлого с настоящим. Символика сокола для средней полосы России близка к символике горного орла, а порой и взаимозаменяема с ней:
— символ победителя, восхождения через все уровни;
— символ свободы, а значит, и надежды для тех, кто в оковах;
— символ напора, стремительности, прямолинейности.
Восстанавливаемый в деревне Ивакино (бывший Губинский сельский округ) фруктовый сад отражён на флаге поселения яблоневой веткой с плодами, которая также символизирует жизненный круг от рождения до увядания и нового возрождения. Три яблока символически отражают историю образования поселения из трёх сельских округов.
Плат (покров) на флаге поселения символизирует возрождение духовности, восстановление разрушенных церквей и часовен. Ранее они в большом числе располагались на территории поселения: церковь Покрова Пресвятой Богородицы в Тропарёво (бывший Ваулинский сельский округ), церковь Космы и Дамиана в Сокольниково, церковь Воскресения Словущего в Юрлово, каменная часовня в Бартеньево, выстроенная в память существовавшего в XVI веке Симеоновского храма и многие другие).
Белый цвет (серебро) — символ чистоты, совершенства, мира и взаимопонимания.
Лазурь — символ чести, благородства, духовности и возвышенных устремлений.
Жёлтый цвет (золото) — символ высшей ценности, величия, великодушия, богатства, урожая.